# Schaltwippe
Als Schaltwippe werden zweiarmige Fußschalthebel eines Motorrads und elektronische Schaltwippen (englisch paddle shifters) am Lenkrad eines Kraftfahrzeugs bezeichnet.

## Motorrad

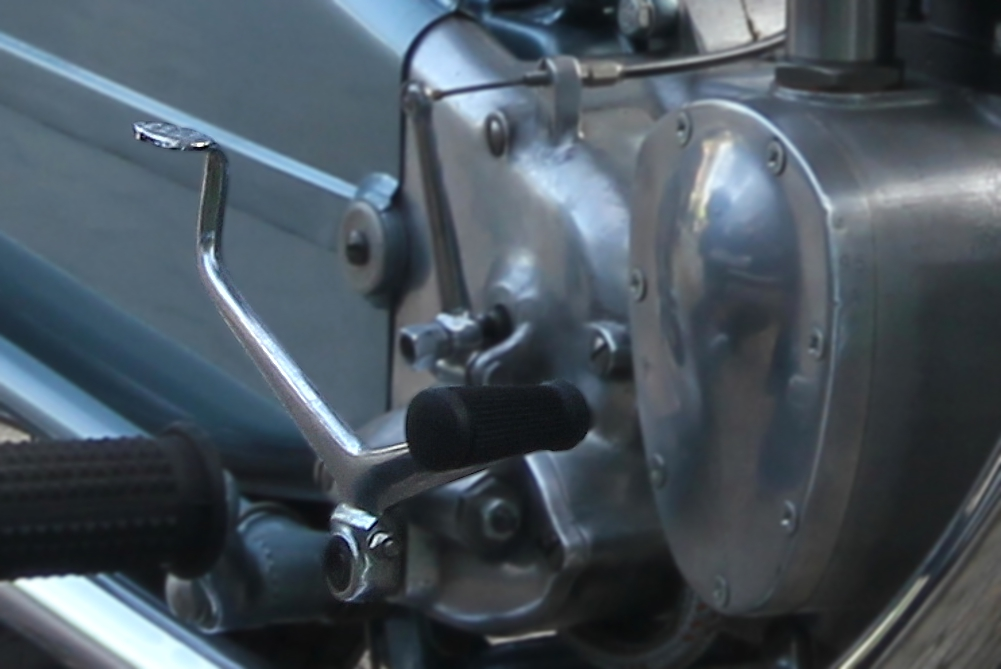
Schaltwippe einer Horex Regina

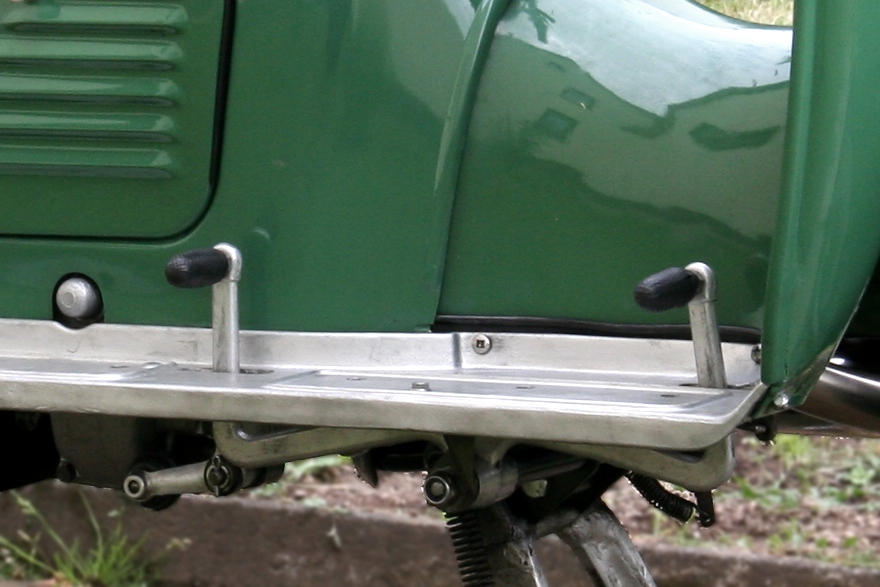
Schaltwippe einer Zündapp Bella

Bei manchen Motorrädern sind Schaltwippen zum Schalten der Gänge montiert, die aus einem Zweihebelsystem oder einem zweiarmigen Fußschalthebel bestehen. Dabei ruht der gesamte Fuß auf der Schaltwippe und der Fahrer kann so durch das Wippen des Fußes nach vorn oder nach hinten die Gänge nach oben oder unten schalten. Schaltwippen gab es bei historischen Motorrädern, um die bei den zeitgenössischen Getrieben benötigten hohen Kräfte zum Gangwechsel leichter übertragen zu können. Moderne Motorradgetriebe benötigen keinen solch hohen Kraftaufwand mehr, so dass sich die Fußschaltung mittels einarmigem Schalthebel bei den meisten Modellen durchgesetzt hat. Bei Choppern oder Cruisern sind jedoch wegen der nach hinten geneigten Sitzposition auch bei modernen Modellen häufig Schaltwippen montiert. Als eine hochwertigere Variante der Schaltwippe wird diese bei manchen Modellen als eine Art Trittbrett ausgeführt.

## Sonstige Kraftfahrzeuge

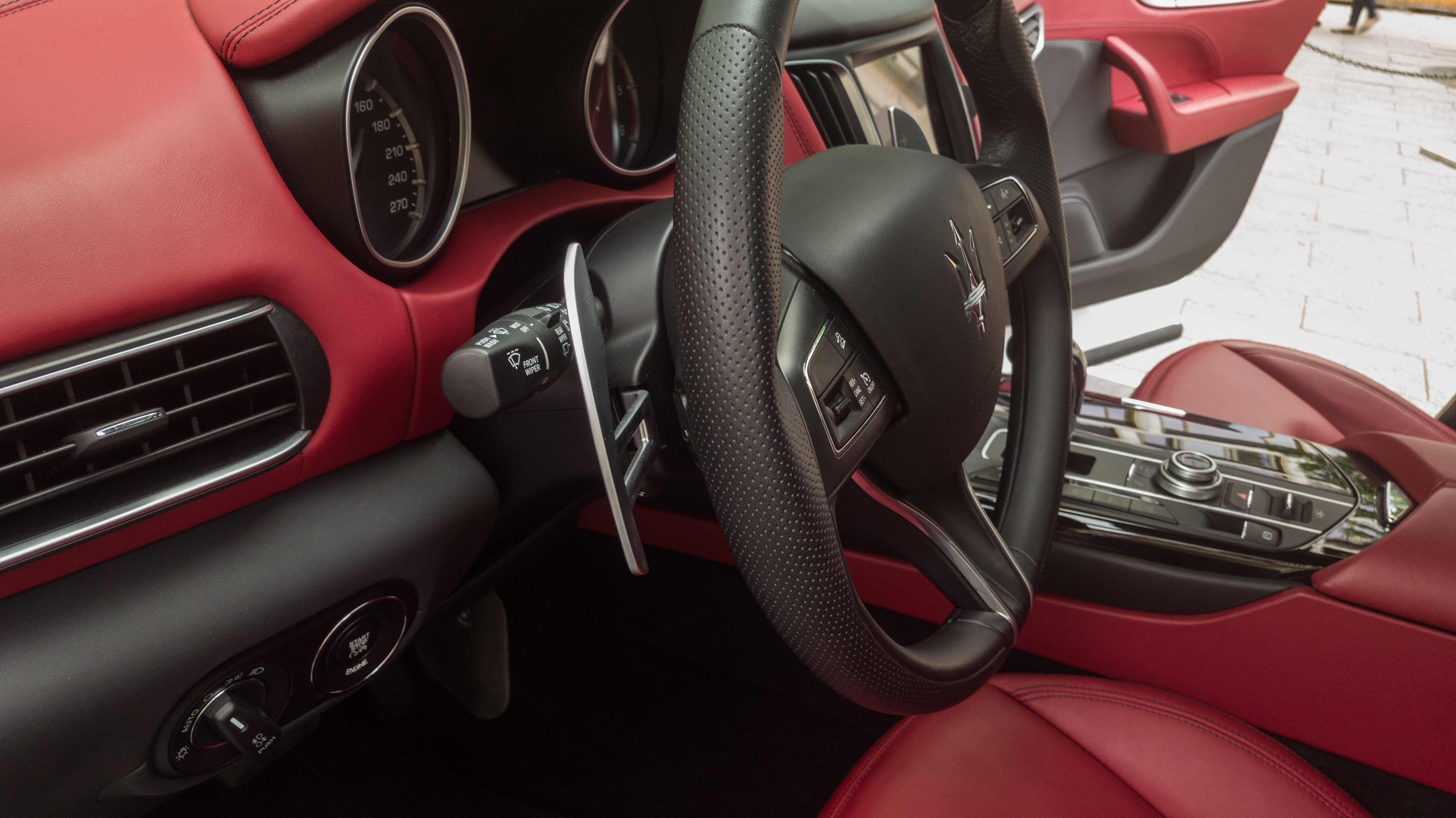
Schaltwippe am Lenkrad eines Maserati Levante

Schaltwippen werden üblicherweise links und rechts des Lenkrads montiert und ergänzen die Schaltmöglichkeit mittels Handschalthebel bei manuell schaltbaren Automatikgetrieben, automatisierten Schaltgetrieben und Doppelkupplungsgetrieben. Mit Zug an der einen Schaltwippe kann einen Gang herunter, mit Zug an der anderen einen Gang herauf geschaltet werden. Herstellerübergreifend überwiegend durchgesetzt hat sich das Herunterschalten mit der linken, das Heraufschalten mit der rechten Wippe. Ältere Varianten, z. B. beim automatisierten Schaltgetriebe SMG in den BMW-E46-Modellen 325Ci und 330Ci, bieten die Möglichkeit, an jeder Schaltwippe durch Druck bzw. Zug an dieser hoch- und herunterzuschalten.
In modernen Elektroautos wird das Prinzip der Schaltwippen am Lenkrad genutzt, um die Stärke der Rekuperation zu steuern.

### Geschichte

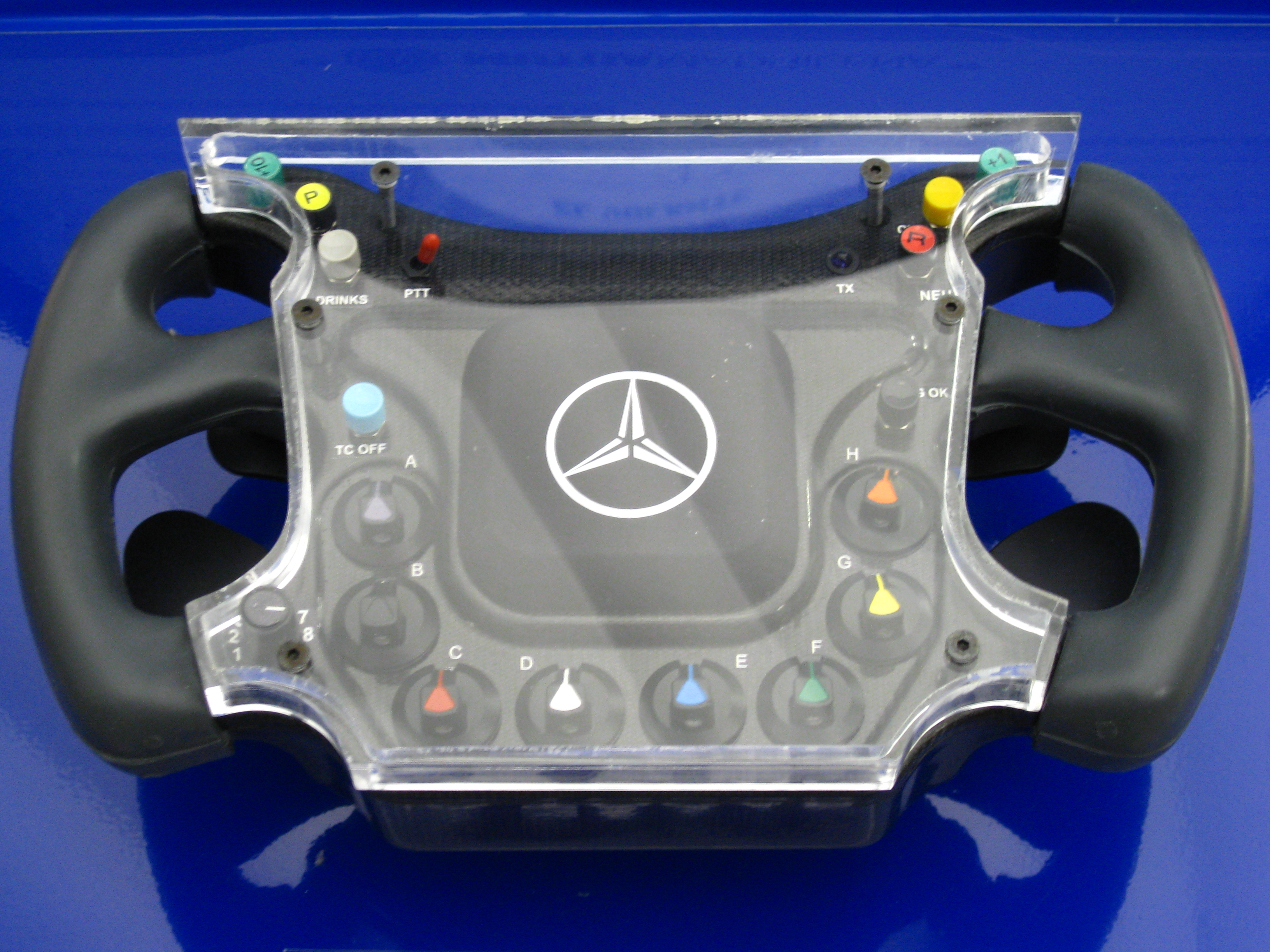
Formel-1-Lenkrad des McLaren MP4-22 mit Schaltwippen

Ende der 1980er Jahre hielt die Elektronik in die Formel-1-Weltmeisterschaft Einzug. Als eine der ersten Funktionen wurden an den Lenkrädern Schaltwippen für einen schnelleren Gangwechsel angebracht. Beim Großen Preis von Brasilien 1989 schalteten Gerhard Berger und Nigel Mansell im Ferrari 640 erstmals sequentiell über Schaltwippen.
1995 wurden die Schaltwippen beim Porsche 993 mit Tiptronic-S-Getriebe eingeführt, andere Sportwagenhersteller zogen schnell nach. Seit 2003 finden Schaltwippen in nahezu allen Fahrzeugklassen der Großserienfahrzeuge zunehmend Verwendung, sowohl bei Doppelkupplungsgetrieben als auch manuell schaltbaren Automatikgetrieben.